# Lista de regiões geográficas intermediárias e imediatas da Paraíba

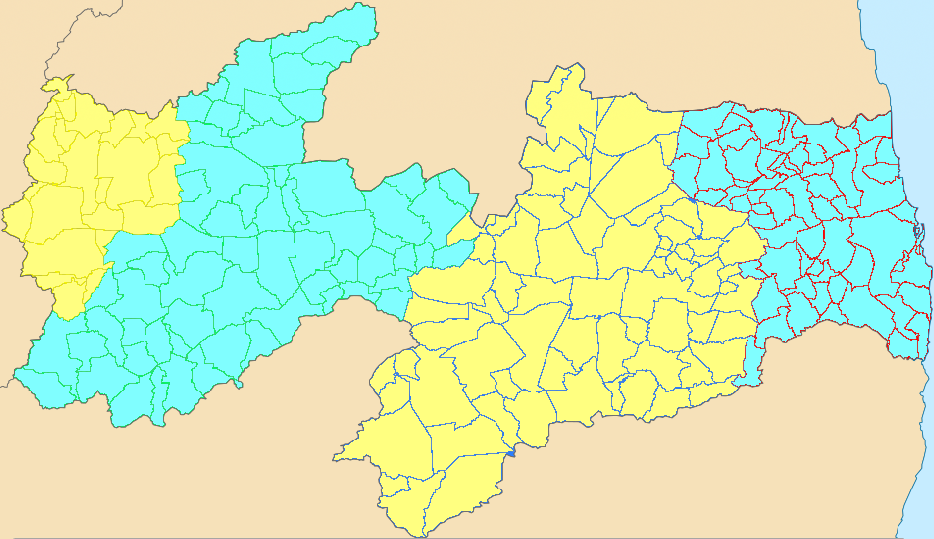
Divisão da Paraíba em regiões geográficas intermediárias. Da esquerda para a direita: Sousa-Cajazeiras, Patos, Campina Grande, João Pessoa.

Esta é a lista de regiões geográficas intermediárias e imediatas da Paraíba, estado brasileiro da Região Nordeste do país. A Paraíba é composta por 223 municípios, que estão distribuídos em quinze regiões geográficas imediatas, que por sua vez estão agrupadas em quatro regiões geográficas intermediárias, segundo a divisão do Instituto Brasileiro de Geografia e Estatística (IBGE) vigente desde 2017. A primeira seção aborda as regiões geográficas intermediárias e suas respectivas regiões imediatas integrantes, enquanto que a segunda trata das regiões geográficas imediatas e seus respectivos municípios, divididas por regiões intermediárias e ordenadas pela codificação do IBGE.
As regiões geográficas intermediárias foram apresentadas em 2017, com a atualização da divisão regional do Brasil, e correspondem a uma revisão das antigas mesorregiões, que estavam em vigor desde a divisão de 1989. As regiões geográficas imediatas, por sua vez, substituíram as microrregiões. Na divisão vigente até 2017, os municípios do estado estavam distribuídos em 23 microrregiões e quatro mesorregiões, segundo o IBGE.

## Regiões geográficas intermediárias
| Região geográfica intermediária | Código | Localização               | Número de municípios | Regiões geográficas imediatas | Código | Número de municípios |
| ------------------------------- | ------ | ------------------------- | -------------------- | ----------------------------- | ------ | -------------------- |
| João Pessoa                     | 2501   |                           | 63                   | João Pessoa                   | 250001 | 22                   |
| João Pessoa                     | 2501   | Guarabira                 | 63                   | 250002                        | 26     |                      |
| João Pessoa                     | 2501   | Mamanguape-Rio Tinto      | 63                   | 250003                        | 10     |                      |
| João Pessoa                     | 2501   | Itabaiana                 | 63                   | 250004                        | 5      |                      |
| Campina Grande                  | 2502   |                           | 72                   | Campina Grande                | 250005 | 47                   |
| Campina Grande                  | 2502   | Cuité-Nova Floresta       | 72                   | 250006                        | 10     |                      |
| Campina Grande                  | 2502   | Monteiro                  | 72                   | 250007                        | 7      |                      |
| Campina Grande                  | 2502   | Sumé                      | 72                   | 250008                        | 8      |                      |
| Patos                           | 2503   |                           | 63                   | Patos                         | 250009 | 26                   |
| Patos                           | 2503   | Itaporanga                | 63                   | 250010                        | 15     |                      |
| Patos                           | 2503   | Catolé do Rocha-São Bento | 63                   | 250011                        | 10     |                      |
| Patos                           | 2503   | Pombal                    | 63                   | 250012                        | 7      |                      |
| Patos                           | 2503   | Princesa Isabel           | 63                   | 250013                        | 5      |                      |
| Sousa-Cajazeiras                | 2504   |                           | 25                   | Sousa                         | 250014 | 13                   |
| Sousa-Cajazeiras                | 2504   | Cajazeiras                | 25                   | 250015                        | 12     |                      |

## Regiões geográficas imediatas por regiões intermediárias

Regiões geográficas imediatas da Paraíba. Legenda:
Região geográfica intermediária de Campina Grande
Campina Grande
Cuité-Nova Floresta
Monteiro
Sumé
Região geográfica intermediária de João Pessoa
Guarabira
Itabaiana
Mamanguape-Rio Tinto
João Pessoa
Região geográfica intermediária de Patos
Catolé do Rocha-São Bento
Itaporanga
Patos
Pombal
Princesa Isabel
Região geográfica intermediária de Sousa-Cajazeiras
Cajazeiras
Sousa

### João Pessoa
| Região geográfica imediata | Código | Localização            | Municípios      |
| -------------------------- | ------ | ---------------------- | --------------- |
| João Pessoa                | 250001 |                        | Alhandra        |
| João Pessoa                | 250001 | Bayeux                 |                 |
| João Pessoa                | 250001 | Caaporã                |                 |
| João Pessoa                | 250001 | Cabedelo               |                 |
| João Pessoa                | 250001 | Caldas Brandão         |                 |
| João Pessoa                | 250001 | Conde                  |                 |
| João Pessoa                | 250001 | Cruz do Espírito Santo |                 |
| João Pessoa                | 250001 | Cuité de Mamanguape    |                 |
| João Pessoa                | 250001 | Gurinhém               |                 |
| João Pessoa                | 250001 | João Pessoa            |                 |
| João Pessoa                | 250001 | Juarez Távora          |                 |
| João Pessoa                | 250001 | Juripiranga            |                 |
| João Pessoa                | 250001 | Lucena                 |                 |
| João Pessoa                | 250001 | Mari                   |                 |
| João Pessoa                | 250001 | Pedras de Fogo         |                 |
| João Pessoa                | 250001 | Pilar                  |                 |
| João Pessoa                | 250001 | Pitimbu                |                 |
| João Pessoa                | 250001 | Riachão do Poço        |                 |
| João Pessoa                | 250001 | Santa Rita             |                 |
| João Pessoa                | 250001 | São Miguel de Taipu    |                 |
| João Pessoa                | 250001 | Sapé                   |                 |
| João Pessoa                | 250001 | Sobrado                |                 |
| Guarabira                  | 250002 |                        | Alagoinha       |
| Guarabira                  | 250002 | Araçagi                |                 |
| Guarabira                  | 250002 | Arara                  |                 |
| Guarabira                  | 250002 | Araruna                |                 |
| Guarabira                  | 250002 | Bananeiras             |                 |
| Guarabira                  | 250002 | Belém                  |                 |
| Guarabira                  | 250002 | Borborema              |                 |
| Guarabira                  | 250002 | Cacimba de Dentro      |                 |
| Guarabira                  | 250002 | Caiçara                |                 |
| Guarabira                  | 250002 | Casserengue            |                 |
| Guarabira                  | 250002 | Cuitegi                |                 |
| Guarabira                  | 250002 | Dona Inês              |                 |
| Guarabira                  | 250002 | Duas Estradas          |                 |
| Guarabira                  | 250002 | Guarabira              |                 |
| Guarabira                  | 250002 | Lagoa de Dentro        |                 |
| Guarabira                  | 250002 | Logradouro             |                 |
| Guarabira                  | 250002 | Mulungu                |                 |
| Guarabira                  | 250002 | Pilões                 |                 |
| Guarabira                  | 250002 | Pilõezinhos            |                 |
| Guarabira                  | 250002 | Pirpirituba            |                 |
| Guarabira                  | 250002 | Riachão                |                 |
| Guarabira                  | 250002 | Serra da Raiz          |                 |
| Guarabira                  | 250002 | Serraria               |                 |
| Guarabira                  | 250002 | Sertãozinho            |                 |
| Guarabira                  | 250002 | Solânea                |                 |
| Guarabira                  | 250002 | Tacima                 |                 |
| Mamanguape-Rio Tinto       | 250003 |                        | Baía da Traição |
| Mamanguape-Rio Tinto       | 250003 | Capim                  |                 |
| Mamanguape-Rio Tinto       | 250003 | Curral de Cima         |                 |
| Mamanguape-Rio Tinto       | 250003 | Itapororoca            |                 |
| Mamanguape-Rio Tinto       | 250003 | Jacaraú                |                 |
| Mamanguape-Rio Tinto       | 250003 | Mamanguape             |                 |
| Mamanguape-Rio Tinto       | 250003 | Marcação               |                 |
| Mamanguape-Rio Tinto       | 250003 | Mataraca               |                 |
| Mamanguape-Rio Tinto       | 250003 | Pedro Régis            |                 |
| Mamanguape-Rio Tinto       | 250003 | Rio Tinto              |                 |
| Itabaiana                  | 250004 |                        | Itabaiana       |
| Itabaiana                  | 250004 | Mogeiro                |                 |
| Itabaiana                  | 250004 | Natuba                 |                 |
| Itabaiana                  | 250004 | Salgado de São Félix   |                 |
| Itabaiana                  | 250004 | São José dos Ramos     |                 |

### Campina Grande
| Região geográfica imediata | Código | Localização                    | Municípios    |
| -------------------------- | ------ | ------------------------------ | ------------- |
| Campina Grande             | 250005 |                                | Alagoa Grande |
| Campina Grande             | 250005 | Alagoa Nova                    |               |
| Campina Grande             | 250005 | Alcantil                       |               |
| Campina Grande             | 250005 | Algodão de Jandaíra            |               |
| Campina Grande             | 250005 | Areia                          |               |
| Campina Grande             | 250005 | Areial                         |               |
| Campina Grande             | 250005 | Aroeiras                       |               |
| Campina Grande             | 250005 | Assunção                       |               |
| Campina Grande             | 250005 | Barra de Santana               |               |
| Campina Grande             | 250005 | Barra de São Miguel            |               |
| Campina Grande             | 250005 | Boa Vista                      |               |
| Campina Grande             | 250005 | Boqueirão                      |               |
| Campina Grande             | 250005 | Cabaceiras                     |               |
| Campina Grande             | 250005 | Campina Grande                 |               |
| Campina Grande             | 250005 | Caraúbas                       |               |
| Campina Grande             | 250005 | Caturité                       |               |
| Campina Grande             | 250005 | Cubati                         |               |
| Campina Grande             | 250005 | Esperança                      |               |
| Campina Grande             | 250005 | Fagundes                       |               |
| Campina Grande             | 250005 | Gado Bravo                     |               |
| Campina Grande             | 250005 | Gurjão                         |               |
| Campina Grande             | 250005 | Ingá                           |               |
| Campina Grande             | 250005 | Itatuba                        |               |
| Campina Grande             | 250005 | Juazeirinho                    |               |
| Campina Grande             | 250005 | Junco do Seridó                |               |
| Campina Grande             | 250005 | Lagoa Seca                     |               |
| Campina Grande             | 250005 | Massaranduba                   |               |
| Campina Grande             | 250005 | Matinhas                       |               |
| Campina Grande             | 250005 | Montadas                       |               |
| Campina Grande             | 250005 | Olivedos                       |               |
| Campina Grande             | 250005 | Pocinhos                       |               |
| Campina Grande             | 250005 | Puxinanã                       |               |
| Campina Grande             | 250005 | Queimadas                      |               |
| Campina Grande             | 250005 | Remígio                        |               |
| Campina Grande             | 250005 | Riachão do Bacamarte           |               |
| Campina Grande             | 250005 | Riacho de Santo Antônio        |               |
| Campina Grande             | 250005 | Santa Cecília                  |               |
| Campina Grande             | 250005 | Santo André                    |               |
| Campina Grande             | 250005 | São Domingos do Cariri         |               |
| Campina Grande             | 250005 | São João do Cariri             |               |
| Campina Grande             | 250005 | São Sebastião de Lagoa de Roça |               |
| Campina Grande             | 250005 | São Vicente do Seridó          |               |
| Campina Grande             | 250005 | Serra Redonda                  |               |
| Campina Grande             | 250005 | Soledade                       |               |
| Campina Grande             | 250005 | Taperoá                        |               |
| Campina Grande             | 250005 | Tenório                        |               |
| Campina Grande             | 250005 | Umbuzeiro                      |               |
| Cuité-Nova Foresta         | 250006 |                                | Baraúna       |
| Cuité-Nova Foresta         | 250006 | Barra de Santa Rosa            |               |
| Cuité-Nova Foresta         | 250006 | Cuité                          |               |
| Cuité-Nova Foresta         | 250006 | Damião                         |               |
| Cuité-Nova Foresta         | 250006 | Frei Martinho                  |               |
| Cuité-Nova Foresta         | 250006 | Nova Floresta                  |               |
| Cuité-Nova Foresta         | 250006 | Nova Palmeira                  |               |
| Cuité-Nova Foresta         | 250006 | Pedra Lavrada                  |               |
| Cuité-Nova Foresta         | 250006 | Picuí                          |               |
| Cuité-Nova Foresta         | 250006 | Sossêgo                        |               |
| Monteiro                   | 250007 |                                | Camalaú       |
| Monteiro                   | 250007 | Monteiro                       |               |
| Monteiro                   | 250007 | Ouro Velho                     |               |
| Monteiro                   | 250007 | Prata                          |               |
| Monteiro                   | 250007 | São João do Tigre              |               |
| Monteiro                   | 250007 | São Sebastião do Umbuzeiro     |               |
| Monteiro                   | 250007 | Zabelê                         |               |
| Sumé                       | 250008 |                                | Amparo        |
| Sumé                       | 250008 | Congo                          |               |
| Sumé                       | 250008 | Coxixola                       |               |
| Sumé                       | 250008 | Livramento                     |               |
| Sumé                       | 250008 | Parari                         |               |
| Sumé                       | 250008 | São José dos Cordeiros         |               |
| Sumé                       | 250008 | Serra Branca                   |               |
| Sumé                       | 250008 | Sumé                           |               |

### Patos
| Região geográfica imediata | Código | Localização               | Municípios             |
| -------------------------- | ------ | ------------------------- | ---------------------- |
| Patos                      | 250009 |                           | Água Branca            |
| Patos                      | 250009 | Areia de Baraúnas         |                        |
| Patos                      | 250009 | Cacimba de Areia          |                        |
| Patos                      | 250009 | Cacimbas                  |                        |
| Patos                      | 250009 | Catingueira               |                        |
| Patos                      | 250009 | Coremas                   |                        |
| Patos                      | 250009 | Desterro                  |                        |
| Patos                      | 250009 | Emas                      |                        |
| Patos                      | 250009 | Imaculada                 |                        |
| Patos                      | 250009 | Mãe d'Água                |                        |
| Patos                      | 250009 | Malta                     |                        |
| Patos                      | 250009 | Matureia                  |                        |
| Patos                      | 250009 | Olho d'Água               |                        |
| Patos                      | 250009 | Passagem                  |                        |
| Patos                      | 250009 | Patos                     |                        |
| Patos                      | 250009 | Quixaba                   |                        |
| Patos                      | 250009 | Salgadinho                |                        |
| Patos                      | 250009 | Santa Luzia               |                        |
| Patos                      | 250009 | Santa Terezinha           |                        |
| Patos                      | 250009 | São José de Espinharas    |                        |
| Patos                      | 250009 | São José do Bonfim        |                        |
| Patos                      | 250009 | São José do Sabugi        |                        |
| Patos                      | 250009 | São Mamede                |                        |
| Patos                      | 250009 | Teixeira                  |                        |
| Patos                      | 250009 | Várzea                    |                        |
| Patos                      | 250009 | Vista Serrana             |                        |
| Itaporanga                 | 250010 |                           | Aguiar                 |
| Itaporanga                 | 250010 | Boa Ventura               |                        |
| Itaporanga                 | 250010 | Conceição                 |                        |
| Itaporanga                 | 250010 | Curral Velho              |                        |
| Itaporanga                 | 250010 | Diamante                  |                        |
| Itaporanga                 | 250010 | Ibiara                    |                        |
| Itaporanga                 | 250010 | Igaracy                   |                        |
| Itaporanga                 | 250010 | Itaporanga                |                        |
| Itaporanga                 | 250010 | Nova Olinda               |                        |
| Itaporanga                 | 250010 | Pedra Branca              |                        |
| Itaporanga                 | 250010 | Piancó                    |                        |
| Itaporanga                 | 250010 | Santa Inês                |                        |
| Itaporanga                 | 250010 | Santana de Mangueira      |                        |
| Itaporanga                 | 250010 | Santana dos Garrotes      |                        |
| Itaporanga                 | 250010 | São José de Caiana        |                        |
| Catolé do Rocha-São Bento  | 250011 |                           | Belém do Brejo do Cruz |
| Catolé do Rocha-São Bento  | 250011 | Bom Sucesso               |                        |
| Catolé do Rocha-São Bento  | 250011 | Brejo do Cruz             |                        |
| Catolé do Rocha-São Bento  | 250011 | Brejo dos Santos          |                        |
| Catolé do Rocha-São Bento  | 250011 | Catolé do Rocha           |                        |
| Catolé do Rocha-São Bento  | 250011 | Jericó                    |                        |
| Catolé do Rocha-São Bento  | 250011 | Mato Grosso               |                        |
| Catolé do Rocha-São Bento  | 250011 | Riacho dos Cavalos        |                        |
| Catolé do Rocha-São Bento  | 250011 | São Bento                 |                        |
| Catolé do Rocha-São Bento  | 250011 | São José do Brejo do Cruz |                        |
| Pombal                     | 250012 |                           | Cajazeirinhas          |
| Pombal                     | 250012 | Condado                   |                        |
| Pombal                     | 250012 | Lagoa                     |                        |
| Pombal                     | 250012 | Paulista                  |                        |
| Pombal                     | 250012 | Pombal                    |                        |
| Pombal                     | 250012 | São Bentinho              |                        |
| Pombal                     | 250012 | São Domingos              |                        |
| Princesa Isabel            | 250013 |                           | Juru                   |
| Princesa Isabel            | 250013 | Manaíra                   |                        |
| Princesa Isabel            | 250013 | Princesa Isabel           |                        |
| Princesa Isabel            | 250013 | São José de Princesa      |                        |
| Princesa Isabel            | 250013 | Tavares                   |                        |

### Sousa-Cajazeiras
| Região geográfica imediata | Código | Localização              | Municípios |
| -------------------------- | ------ | ------------------------ | ---------- |
| Sousa                      | 250014 |                          | Aparecida  |
| Sousa                      | 250014 | Bernardino Batista       |            |
| Sousa                      | 250014 | Joca Claudino            |            |
| Sousa                      | 250014 | Lastro                   |            |
| Sousa                      | 250014 | Marizópolis              |            |
| Sousa                      | 250014 | Nazarezinho              |            |
| Sousa                      | 250014 | Poço Dantas              |            |
| Sousa                      | 250014 | Santa Cruz               |            |
| Sousa                      | 250014 | São Francisco            |            |
| Sousa                      | 250014 | São José da Lagoa Tapada |            |
| Sousa                      | 250014 | Sousa                    |            |
| Sousa                      | 250014 | Uiraúna                  |            |
| Sousa                      | 250014 | Vieirópolis              |            |
| Cajazeiras                 | 250015 |                          | Bom Jesus  |
| Cajazeiras                 | 250015 | Bonito de Santa Fé       |            |
| Cajazeiras                 | 250015 | Cachoeira dos Índios     |            |
| Cajazeiras                 | 250015 | Cajazeiras               |            |
| Cajazeiras                 | 250015 | Carrapateira             |            |
| Cajazeiras                 | 250015 | Monte Horebe             |            |
| Cajazeiras                 | 250015 | Poço de José de Moura    |            |
| Cajazeiras                 | 250015 | Santa Helena             |            |
| Cajazeiras                 | 250015 | São José de Piranhas     |            |
| Cajazeiras                 | 250015 | São João do Rio do Peixe |            |
| Cajazeiras                 | 250015 | Serra Grande             |            |
| Cajazeiras                 | 250015 | Triunfo                  |            |